# Atei
Atei est une paroisse civile portugaise (en portugais : freguesia) de la municipalité de Mondim de Basto dans le district de Vila Real.

## Démographie
Lors du recensement de 2021, Atei compte 1 144 habitants.